# Розмарі Касалс
Розмарі "Розі" Казалс (англ. Rosemary "Rosie" Casals) — американська тенісистка 1960-х — 1970-х років, багаторазова  чемпіонка турнірів Великого шолома в парному розряді та міксті.
У 1996 році Казалс було зарахованої до Міжнародної зали тенісної слави.

## Значні фінали

### Турніри Великого шолома

#### Одиночний розряд: 2 фінали
| Результат | Рік  | Турнір  | Поверхня | Супротивниця    | Рахунок       |
| --------- | ---- | ------- | -------- | --------------- | ------------- |
| Поразка   | 1970 | US Open | Трава    | Маргарет Корт   | 2–6, 6–2, 1–6 |
| Поразка   | 1971 | US Open | Трава    | Біллі Джин Кінг | 4–6, 6–7(2–5) |

#### Парний розряд: 21 фінал (9 титулів)
| Результат | Рік  | Турнір          | Поверхня | Партнерка            | Супротивниці                       | Рахунок        |
| --------- | ---- | --------------- | -------- | -------------------- | ---------------------------------- | -------------- |
| Поразка   | 1966 | Чемпіонат США   | Трава    | Біллі Джин Кінг      | Марія Буено Ненсі Річі             | 3–6, 4–6       |
| Перемога  | 1967 | Wimbledon       | Трава    | Біллі Джин Кінг      | Марія Буено Ненсі Річі             | 9–11, 6–4, 6–2 |
| Перемога  | 1967 | Чемпіонат США   | Трава    | Біллі Джин Кінг      | Мері-Енн Ейзел Донна Флойд Фейлз   | 4–6, 6–3, 6–4  |
| Поразка   | 1968 | French Open     | Ґрунт    | Біллі Джин Кінг      | Франсуаз Дюрр Енн Гейдон-Джонс     | 5–7, 6–4, 4–6  |
| Перемога  | 1968 | Wimbledon (2)   | Трава    | Біллі Джин Кінг      | Франсуаз Дюрр Енн Гейдон-Джонс     | 3–6, 6–4, 7–5  |
| Поразка   | 1968 | US Open (2)     | Трава    | Біллі Джин Кінг      | Марія Буено Маргарет Корт          | 6–4, 7–9, 6–8  |
| Поразка   | 1969 | Australian Open | Трава    | Біллі Джин Кінг      | Маргарет Корт Джуді Тегарт Дальтон | 4–6, 4–6       |
| Поразка   | 1970 | French Open (2) | Трава    | Біллі Джин Кінг      | Франсуаз Дюрр Гейл Ловера          | 1–6, 6–3, 3–6  |
| Перемога  | 1970 | Wimbledon (3)   | Трава    | Біллі Джин Кінг      | Франсуаз Дюрр Вірджинія Вейд       | 6–2, 6–3       |
| Поразка   | 1970 | US Open (3)     | Трава    | Вірджинія Вейд       | Маргарет Корт Julie Tegart Dalton  | 3–6, 4–6       |
| Перемога  | 1971 | Wimbledon (4)   | Трава    | Біллі Джин Кінг      | Маргарет Корт Івонн Гулагонг       | 6–3, 6–2       |
| Перемога  | 1971 | US Open (2)     | Трава    | Джуді Тегарт Дальтон | Франсуаз Дюрр Гейл Ловра           | 6–3, 6–3       |
| Перемога  | 1973 | Wimbledon (5)   | Трава    | Біллі Джин Кінг      | Франсуаз Дюрр Бетті Стеве          | 6–1, 4–6, 7–5  |
| Поразка   | 1973 | US Open (4)     | Трава    | Біллі Джин Кінг      | Маргарет Корт Вірджинія Вейд       | 6–3, 3–6, 5–7  |
| Перемога  | 1974 | US Open (3)     | Трава    | Біллі Джин Кінг      | Франсуаз Дюрр Бетті Стеве          | 7–6, 6–7, 6–4  |
| Поразка   | 1975 | US Open (5)     | Трава    | Біллі Джин Кінг      | Маргарет Корт Вірджинія Вейд       | 5–7, 6–2, 6–7  |
| Поразка   | 1982 | French Open (2) | Ґрунт    | Венді Тернбулл       | Енн Сміт Мартіна Навратілова       | 3–6, 4–6       |
| Поразка   | 1980 | Wimbledon       | Трава    | Венді Тернбулл       | Кеті Джордан Енн Сміт              | 6–4, 5–7, 1–6  |
| Поразка   | 1981 | US Open (6)     | Трава    | Венді Тернбулл       | Кеті Джордан Енн Сміт              | 3–6, 3–6       |
| Перемога  | 1982 | US Open (4)     | Трава    | Венді Тернбулл       | Барбара Поттер Шерон Волш          | 6–4, 6–4       |
| Поразка   | 1983 | Wimbledon (2)   | Трава    | Венді Тернбулл       | Пем Шрайвер Мартіна Навратілова    | 2–6, 2–6       |

#### Мікст: 6 фіналів (3 титули)
| Результат | Рік  | Турнір             | Поверхня | Партнер      | Супротивники                   | Рахунок       |
| --------- | ---- | ------------------ | -------- | ------------ | ------------------------------ | ------------- |
| Поразка   | 1967 | U.S. Championships | Трава    | Стен Сміт    | Біллі Джин Кінг Овен Девідсон  | 3–6, 2–6      |
| Перемога  | 1970 | Wimbledon          | Трава    | Іліє Настасе | Ольга Морозова Алекс Метревелі | 6–3, 4–6, 9–7 |
| Перемога  | 1972 | Wimbledon (2)      | Трава    | Іліє Настасе | Івонн Гулагонг Кім Ворвік      | 6–4, 6–4      |
| Поразка   | 1972 | US Open (2)        | Трава    | Іліє Настасе | Маргарет Корт Марті Ріссен     | 3–6, 5–7      |
| Перемога  | 1975 | US Open            | Трава    | Дік Стоктон  | Фред Столл Біллі Джин Кінг     | 6–3, 6–7, 6–3 |
| Поразка   | 1976 | Wimbledon          | Трава    | Дік Стоктон  | Франсуаз Дюрр Тоні Роч         | 3–6, 6–2, 5–7 |

## Виноски
1. 1 2  Tingay L. 100 years of Wimbledon — London Borough of Enfield: Guinness Superlatives, 1977. — P. 209.
2. ↑  Source for US Open mixed doubles finals [Архівовано 8 вересня 2006 у Wayback Machine.]

| Тенісист | Це незавершена стаття про тенісиста чи тенісистку. Ви можете допомогти проєкту, виправивши або дописавши її. |